# 歐米加鎮區 (阿肯色州卡羅爾縣)
歐米加鎮區（英語：Omega Township）是位於美國阿肯色州卡羅爾縣的一個行政鎮區。

## 地方資料
根據2010年美國人口普查的數據，歐米加鎮區的面積為90.07平方千米，當中陸地面積為90.00平方千米，而水域面積為0.04平方千米。當地共有人口489人，而人口密度為每平方千米5人。